# Argjentina Ramosaj
Argjentina Ramosaj (ur. 21 maja 1990 w Djakowicy) – holenderska piosenkarka pochodzenia kosowskiego.

## Życiorys
W 1991 roku wyemigrowała z rodziną do Holandii, gdzie zamieszkała w Assenie. Ukończyła studia graficzne w mieście ’s-Hertogenbosch.
W 2010 roku wzięła udział w festiwalu muzycznym Kënga Magjike.

## Teledyski[1]
| Rok  | Teledysk         |
| ---- | ---------------- |
| 2010 | Shpirti i mbytur |
| 2010 | Scream           |
| 2010 | Jeta vazhdon     |
| 2010 | Roll the dice    |
| 2011 | Perfekt          |
| 2012 | Deja vu          |
| 2014 | Ku isha une?     |
| 2017 | Pse              |
| 2017 | Hush             |
| 2018 | A ma jep         |
| 2018 | Pa ty            |
| 2018 | Sekreti          |
| 2020 | Pishman          |
| 2020 | Who am I         |

## Życie prywatne
Jej matka, Suzana Mushkola, jest fotografką.